# Abell 31
Abell 31, également connue sous le nom de Sh2-290, est une nébuleuse planétaire qui est située à 2 000 années-lumière dans la constellation du Cancer.
Bien qu'elle soit l'une des plus grandes nébuleuses planétaires du ciel, elle n'est pas très brillante. L'étoile centrale de la nébuleuse planétaire est une naine blanche avec un type spectral DAO. La naine blanche est le reste d'une étoile qui existait mais qui est morte, laissant derrière elle Abell 31 et la naine blanche.
Abell 31 est principalement composée d'hydrogène et d'oxygène gazeux, le gaz rouge signifiant l'hydrogène gazeux et le gaz bleu signifiant l'oxygène gazeux. La nébuleuse a une région centrale bleue et un anneau rouge autour. La nébuleuse, en raison de son âge ancien, voit son gaz dispersé dans le milieu interstellaire.
Certains des objets astronomiques qui existent autour de cette nébuleuse de notre point de vue comprennent l'amas de la Ruche (un amas d'environ 1000 étoiles), IC 523 (une galaxie), NGC 2731 (une galaxie spirale), l'amas d'étoiles M 67 (un ancien amas d'étoiles parfois connu sous le nom d'amas du Cobra royal) et bien d'autres.